# Machimus nigripes
Machimus nigripes är en tvåvingeart som först beskrevs av Ricardo 1922.  Machimus nigripes ingår i släktet Machimus och familjen rovflugor. Inga underarter finns listade i Catalogue of Life.